# STS-4
是历史上第四次航天飞机任务，也是哥伦比亚号航天飞机的第四次太空飞行。

## 任务成员
- 肯·马丁利（Ken Mattingly，曾执行阿波罗16号、以及任务），指令长
- 亨利·哈特斯菲尔德（Henry W. Hartsfield，曾执行、以及任务），飞行员

### 替补成员
- 从开始，美国国家航空航天局取消了建立与主力团队同样大小的替补团队的方案。新的方案是，一些单个的宇航员将有指定的候补，在特殊情况下使用。是否为某位宇航员指定候补的决定将在每次任务之前决定。于是，成为了最后一次有完整替补团队的美国太空任务。